# 田原敬三
田原 敬三（たはら けいそう、男性、1952年11月4日 - 2005年6月11日）は、日本の空手家である。日本空手道・徹武館（広島）館長。
1984年1月20日から22日にかけて日本武道館で行われた第3回オープントーナメント全世界空手道選手権大会では、日本人で初めて“熊殺し”の異名を取ったウィリー・ウィリアムスに勝利した（ウィリーの反則負けを除く）。

## 略歴
1952年11月4日、父：主一、母：光子の次男として現在の広島県広島市西区横川町に生まれる。企業や大学の野球部監督を生業としていた父親により、幼少時から野球の英才教育を受ける。
1970年3月、愛媛県立西条高校から4番ライトで第42回選抜高等学校野球大会出場。大洋ホエールズからドラフトの話が出るが故障のため法政大学へ進学。翌71年、故障が悪化し野球部を退部。その後は西条高校で野球部コーチを務めた。
1977年、25歳で広島にて空手を始める。1983年、第1回オープントーナメント西日本空手道選手権大会で優勝。
1984年、第3回オープントーナメント全世界空手道選手権大会 第7位入賞。ウィリー・ウィリアムス (格闘家)との死闘は極真名勝負に数えられ、伝説となっている。
世界大会後、現役を引退。現役引退後は故郷広島で徹武館を立ち上げ後進の育成に努める。
内臓を悪くして入院していたが、2005年6月11日、入院先の病院で脳出血を起こし死去。

## 主な著書
- 「攻撃空手 技術と練習法」